# Solbos
De Solbos of Solbosch is een buurt van de Belgische gemeentes Brussel en Elsene, in het Brussels Hoofdstedelijk Gewest. In de strikte zin gaat het over het noorden van de wijk Boondaal, net ten oosten van het Ter Kamerenbos en ten westen van de begraafplaats van Elsene. De naam is afgeleid van ’s wolfs bosch, een bos dat oorspronkelijk deel uitmaakte van het Zoniënwoud.

## Geschiedenis

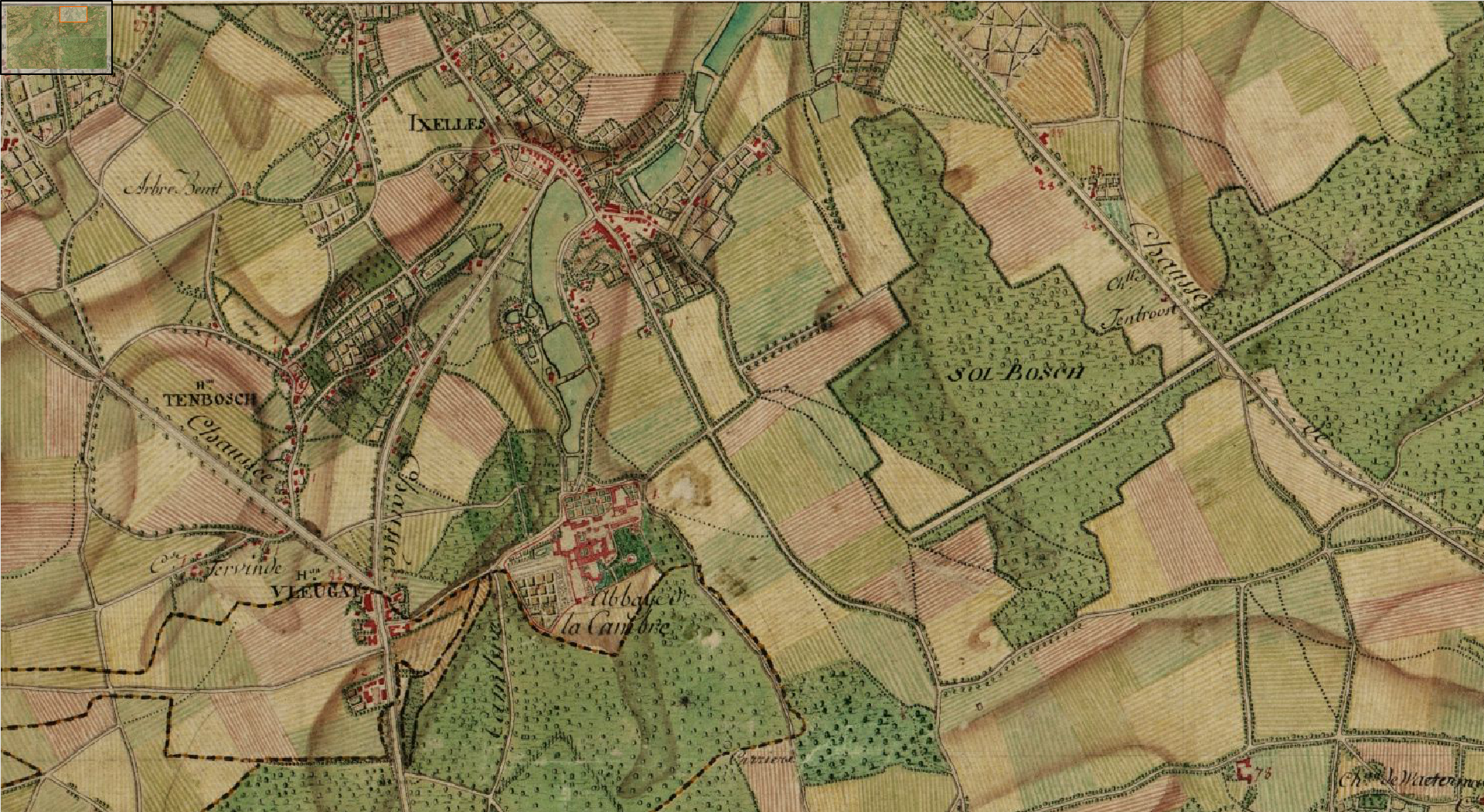
De Solbosch op de Ferrariskaart (1770-1778)

Op de Ferrariskaart van de jaren 1770 staat de Solbos weergegeven als het bos tussen de Abdij Ter Kameren en de Waversesteenweg. Ten oosten ervan lag het grotere Mesdaelbos, waarvan het Woluwepark een restant is.

Rond 1802 werd het bos gerooid, waarna de grond voornamelijk gebruikt werd voor groenteteelt. In 1906 werd besloten dat de Wereldtentoonstelling van 1910 op de Solbosch zou worden gehouden. De stedenbouwkundige werken vatten in 1907 aan, nadat de gemeente Elsene het grootste stuk van het gebied had afgestaan aan de hoofdstad. Na afloop van de Eerste Wereldoorlog ging men verder met de verkaveling van het gebied, en in 1921 besliste de Université libre de Bruxelles (ULB) er haar hoofdcampus te bouwen, de Campus Solbosch.
Berkendaal · Boondaal · Matonge · Flagey · Neder-Elsene · Opper-Elsene · Solbos · Tenbos